# Gürsu
Gürsu este un oraș din Turcia.